# Misaki Kobayashi
Misaki Kobayashi (jap. 小林海咲, Kobayashi Misaki; * 16. Januar 1990 in Tokio) ist eine ehemalige japanische Squashspielerin.

## Karriere
Misaki Kobayashi begann ihre Karriere im Jahr 2005 und gewann acht Titel auf der PSA World Tour. Ihre beste Platzierung in der Weltrangliste erreichte sie mit Rang 29 im Januar 2014. Mit der japanischen Nationalmannschaft nahm sie 2008, 2010, 2012, 2016 und 2018 an der Weltmeisterschaft teil. Bei den Asienspielen 2018 gewann sie mit der Mannschaft die Bronzemedaille. Zwischen 2008 und 2016 wurde sie neunmal in Folge japanische Meisterin. Sie beendete 2018 ihre Karriere.
Ihr Bruder Ryōsei Kobayashi ist ebenfalls Squashspieler.

## Erfolge
- Gewonnene PSA-Titel: 8
- Asienspiele: 1 × Bronze (Mannschaft 2018)
- Japanischer Meister: 9 Titel (2008–2016)